# Kento Shiratani
Kento Shiratani (白谷 建人 Shiratani Kento?, nacido el 10 de junio de 1989 en Kioto) es un exfutbolista japonés. Jugaba de delantero y su último club fue el FC Machida Zelvia de Japón.

## Trayectoria

### Clubes
| Club              | País  | Año         |
| ----------------- | ----- | ----------- |
| Cerezo Osaka      | Japón | 2008 - 2009 |
| Mito HollyHock    | Japón | 2010        |
| Fagiano Okayama   | Japón | 2010 - 2011 |
| Roasso Kumamoto   | Japón | 2012 - 2013 |
| FC Machida Zelvia | Japón | 2013 - 2014 |

## Estadística de carrera

### J. League
| Club              | Año   | J. League | J. League | Copa J. League | Copa J. League | Total | Total |
| Club              | Año   | Part.     | Goles     | Part.          | Goles          | Part. | Goles |
| ----------------- | ----- | --------- | --------- | -------------- | -------------- | ----- | ----- |
| Cerezo Osaka      | 2008  | 11        | 0         | -              | -              | 11    | 0     |
| Cerezo Osaka      | 2009  | 1         | 0         | -              | -              | 1     | 0     |
| Mito HollyHock    | 2010  | 4         | 0         | -              | -              | 4     | 0     |
| Fagiano Okayama   | 2010  | 18        | 4         | -              | -              | 18    | 4     |
| Fagiano Okayama   | 2011  | 12        | 3         | -              | -              | 12    | 3     |
| Roasso Kumamoto   | 2012  | 13        | 0         | -              | -              | 13    | 0     |
| Roasso Kumamoto   | 2013  | 2         | 0         | -              | -              | 2     | 0     |
| FC Machida Zelvia | 2014  | 1         | 0         | -              | -              | 1     | 0     |
| Total             | Total | 62        | 7         | 0              | 0              | 62    | 7     |